# محكمة أسرة (مصر)
محاكم الأسرة في مصر هي المحاكم المختصة بنظر مسائل الأحوال الشخصية، وأنشئت بعد صدور قانون إنشاء محاكم الأسرة، وهو القانون رقم 10 لسنة 2004، وتوجد محكمة أسرة داخل كل محكمة جزئية في مصر، كما توجد دوائر اسئنافية متخصصة داخل كل محكمة استئناف للنظر في الطعون على أحكام محاكم الأسرة (في الأحوال التي يجيزها القانون). تتشكّل محاكم الأسرة من ثلاثة قضاة، على أن يكون أحدهم بدرجة رئيس بالمحكمة الابتدائية على الأقل. كما تتشكّل الدائرة الاستئنافية من ثلاثة من المستشارين بمحكمة الاسئناف، على أن يكون أحدهم بدرجة رئيس بمحكمة الاسئناف على الأقل.
وقد ألزم القانون من يرغب في إقامة دعوى من دعاوى الأحوال الشخصية (باستثناء الدعاوى التي لا يجوز فيها الصلح، والدعاوى المستعجلة، ومنازعات التنفيذ، والأوامر الوقتية)، أن يبدأ بتقديم طلب إلى «مكتب تسوية المنازعات الأسرية»: وهو مكتب وظيفته الاجتماع بأطراف النزاع، وسماع أقوالهم، وإبداء النصح والإرشاد لهم حول آثار النزاع من أجل محاولة حلّه ودياً. وهذا المكتب يتبع وزارة العدل، ويتكون من عددٍ كافٍ من الأخصائيين القانونيين والاجتماعيين والنفسيين.
وتتولى «نيابة شئون الأسرة» مهام النيابة العامة في دعاوى الأحوال الشخصية، أمام محاكم الأسرة ودوائرها الاستئنافية؛ حيث تقوم بإيداع مذكرة بالرأي في كل دعوى أو طعن كلما طلبت منها محاكم الأسرة ذلك، ويكون تدخلها في تلك الدعاوى أو الطعون وجوبياً وإلا كان الحكم الصادر من تلك المحاكم باطلاً. بالإضافة إلى ذلك، تشرف نيابة شئون الأسرة علي قلم كُتّاب كل محكمة أسرة وكل دائرة استئنافية لها، عند قيد الدعاوى والطعون بها، والتأكد من استيفاء مستنداتها ومذكراتها للشروط الواردة بالمادة 65 من قانون المرافعات.